# Jean Thiry (militaire)
Pour l’article homonyme, voir Jean Thiry.
Jean Thiry (1913-1997) est un général d'armée aérienne français, commandant interarmées des armes spéciales de 1960 à 1963, puis directeur des centres d'expérimentations nucléaires de Polynésie française jusqu’en 1969.

## Biographie
Jean Thiry naît le 30 mai 1913 à Reims. Il est le fils du physicien René Thiry (1886-1968), normalien et agrégé de mathématiques, spécialiste de la mécanique des fluides, lui-même fils d’un cheminot. Mobilisé au déclenchement de la Première Guerre mondiale, son père est fait prisonnier à la bataille de Verdun en juin 1916. Il est libéré en janvier 1919, après l’armistice. 
Jean Thiry réussit le concours de l’École polytechnique en 1933. À sa sortie, il s’engage dans l'Armée de l'air et rejoint comme sous-lieutenant l’École d’application de l’aéronautique, obtenant son brevet de pilote en 1936.

### Seconde Guerre mondiale
Face à l'invasion allemande, il s'envole en juin 1940 pour Oran. Il sert dans l'Armée d'armistice jusqu’au débarquement allié en Afrique du Nord de novembre 1942. 
Le capitaine Thiry intègre la Royal Air Force comme pilote au sein des escadrons 346 et 347, participant à des bombardements à Caen puis dans la Ruhr. 
Il fait peindre des cocardes françaises sur les avions de son escadrille et enfreint plusieurs fois les consignes tactiques du Bomber Command, en privilégiant la sécurité des pilotes français au détriment de celle des anglo-saxons – ce qui finit par lui valoir une sanction de sa hiérarchie,,.

### Officier supérieur de l’Armée de l’air
Après la Libération, le commandant Thiry dirige une section du Centre d'expertise aérienne militaire, implanté sur la base de Mont-de-Marsan. Il est ensuite affecté au 5e bureau (« programmes ») de l'état-major de l'Armée de l'air, puis en Afrique française.
En 1947, il est présent à Madagascar pendant la sanglante répression de l'insurrection autonomiste. 
Lieutenant-colonel en 1949, il prend le commandement de la base d'Orléans. Il est promu colonel en 1954, à la tête de la base de Chambéry.

### Essais nucléaires en Algérie
En 1958, élevé au grade de général de brigade aérienne, Jean Thiry devient le second du général Charles Ailleret, chef du Commandement interarmées des armes spéciales (CIAS),. Il est chargé des contacts avec la Direction des applications militaires du Commissariat à l'énergie atomique (CEA).
Consécutivement au succès de Gerboise bleue, le premier essai nucléaire français à Reggane (Sahara algérien), Jean Thiry succède à Charles Ailleret comme chef du CIAS en mai 1960,,. Il obtient sa troisième étoile l’année suivante. 
Après quatre essais atmosphériques concluants, la France passe aux essais souterrains, sur le site d'In Eker. Le 1er mai 1962, un nuage radioactif s'échappe de la galerie de tir : c’est l'accident de Béryl. Le général Thiry fait parvenir un télégramme à l'Élysée, critiquant avec virulence l’attitude pleutre des ingénieurs civils du CEA.

### Essais nucléaires en Polynésie
Le général Lavaud, délégué ministériel pour l’Armement, annonce au Conseil de défense du 19 janvier 1962 une mission de reconnaissance dans le Pacifique, afin d’y choisir une nouvelle localisation pour les essais nucléaires
Le 20 février 1962, Jean Thiry embarque à Orly dans un Constellation à destination de Tahiti. Il voyage avec une dizaine de militaires liés par le secret. L'équipage fait escale aux États-Unis. Leur couverture d'ingénieurs de l'Aviation civile ne trompe pas les services de renseignement américains, qui s'intéressent à Thiry depuis quelques années. 
La mission fixe son choix sur trois atolls : Hao, Moruroa et Fangataufa, où Jean Thiry supervise la construction du Centre d’expérimentation du Pacifique (CEP) à partir de 1963,. Il obtient une heure d’audience en tête à tête avec Charles de Gaulle et le 30 janvier 1964, un décret acte la création de la Direction des centres d'expérimentations nucléaires (DirCEN). Le général Thiry dépend désormais directement du ministre des Armées, Pierre Messmer.
Entre l’été 1966 et l’été 1968, il organise treize essais atmosphériques, dont Canopus (24 août 1968), la première bombe thermonucléaire française, d’une puissance de 2,6 mégatonnes. Les retombées radioactives et leurs conséquences écologiques et sanitaires sont dissimulées à la population polynésienne, au nom du « secret défense ».
Élevé au rang de général d'armée aérienne, Jean Thiry cède en 1969 les commandes de la DirCEN au général Roger Guernon et quitte l’armée active à 56 ans. 

### Fin de carrière
En mars 1971, il devient attaché militaire auprès d'André Giraud, administrateur général du CEA.
Jean Thiry préconise une inflexion de la doctrine française en matière de dissuasion nucléaire. Il ne pense pas que la bombe suffise à compenser l’asymétrie des armées conventionnelles en Europe et à empêcher une offensive soviétique sur des pays alliés non dotés de l’arme atomique.
En 1978, au début de la crise des euromissiles, il rédige le programme sur le sujet du Parti radical, alors présidé par Jean-Jacques Servan-Schreiber. Il plaide pour un ralliement à la doctrine de la riposte graduée, et pour le développement d'un arsenal nucléaire tactique dans le cadre d’une « Europe de la défense »,. 
Entre les deux tours de l'élection présidentielle de 1988, il fait partie des 45 généraux signataires d’une tribune de soutien à Jacques Chirac publiée dans Le Figaro. Après la réélection de François Mitterrand, Jean-Pierre Chevènement, nommé ministre de la défense, lui reproche dans une lettre d’avoir manqué au devoir de réserve.
Jean Thiry meurt à Paris le 14 décembre 1997, à l’âge de 84 ans,.

## Décorations
- Grand officier de la Légion d'honneur[4]
- Grand-croix de l'ordre national du Mérite[4]
- Croix de guerre 1939–1945[4]
- Croix de guerre des Théâtres d'opérations extérieurs[4]
- Médaille de l'Aéronautique[4]